# Carlo Cattaneo
Cattaneo Carlo (ur. 15 czerwca 1801 w Mediolanie, zm. 25 lutego 1869 w Castagnola koło Lugano) – włoski prawnik, liberalny republikanin.

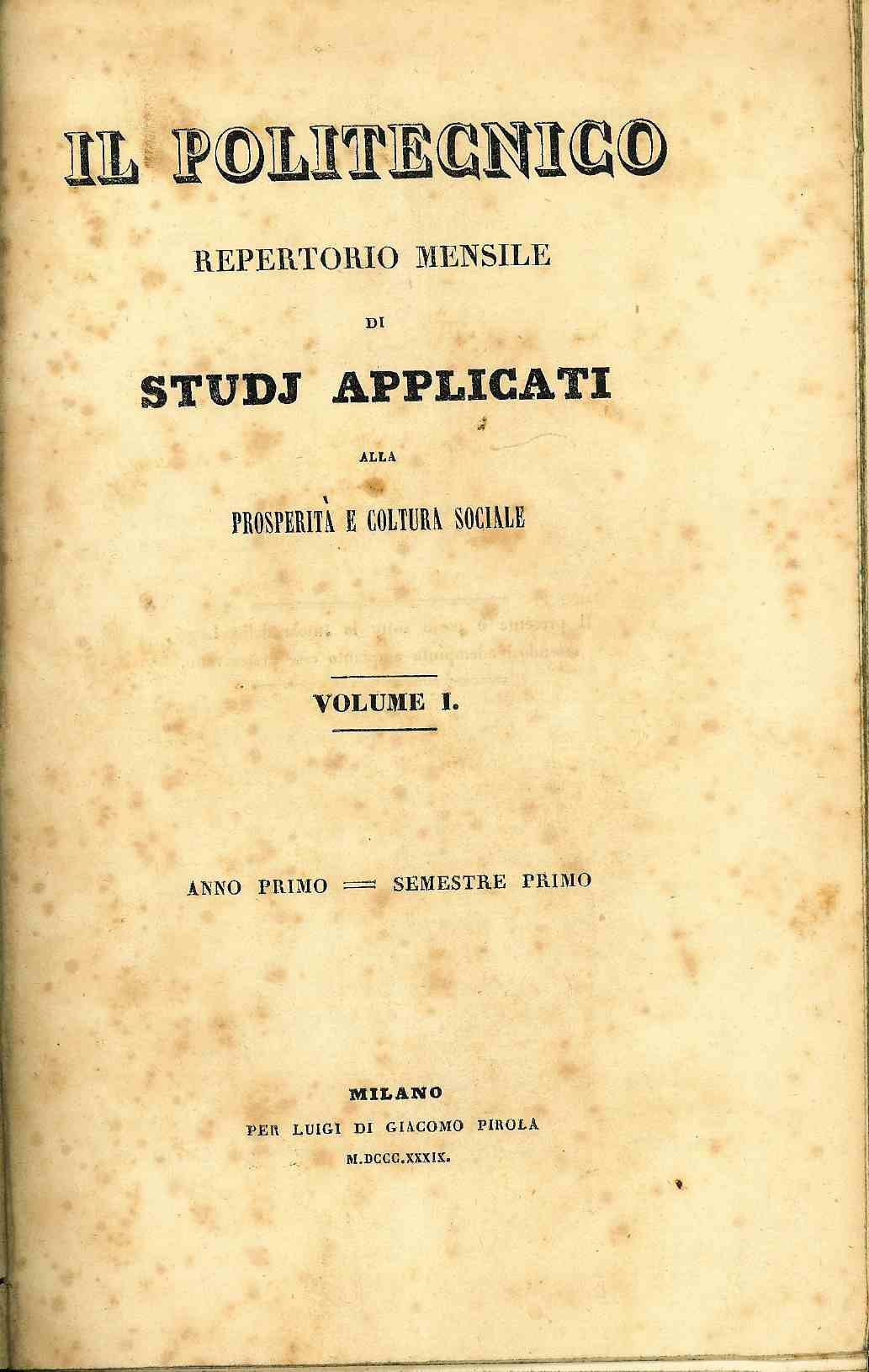
Il Politecnico, pismo założone przez Cattaneo

## Życie
Miał pochodzenie mieszczańskie. Od 1824 był doktorem praw. Następnie nauczał w gimnazjum (do 1835 i 1852-1865). W międzyczasie związał się z pismem „Il Politecnico. Repertorio mensile di studi applicati alla coltura e prosperità sociale” (1839-1844 i 1859-1864). Na wiosnę 1848 brał udział w antyaustriackim powstaniu, które wybuchło w Mediolanie. W tym samym roku przeprowadził się do włoskojęzycznej części Szwajcarii. Jako republikanin nie uczestniczył w obradach parlamentu (mimo że wybrany dwukrotnie), ponieważ nie chciał złożyć przysięgi królowi.

## Poglądy
Był prekursorem pozytywizmu na Półwyspie Apenińskim, bez powoływania się na Comte`a i Spencera. Był orędownikiem idei federacyjnej. W czasie Wiosny Ludów propagował pomysł Stanów Zjednoczonych Europy. Uważał, że zjednoczone Włochy powinny mieć charakter federalny, co stało w opozycji do unitaryzmu Cavoura. Był przeciwnikiem centralizmu, popierał szerokie uprawnienia samorządu terytorialnego. Opowiadając się za wolnością gospodarczą, podkreślał znaczenie własności prywatnej. Nie popierał powszechnego prawa wyborczego, argumentując to niskim wyrobieniem politycznym chłopów. W XIX w. jego koncepcje uległy zapomnieniu. Wzrost zainteresowań nastąpił po obu wojnach światowych.

## Wybrane prace[1]
- Scritti politici, a cura di M. Boneschi, t. I-IV, Firenze 1964
- Scritti economici, a cura di A. Bertolino, t. I-III, Firenze 1956
- Scritti filosofici, a cura di N. Bobbio, t. I-III, Firenze 1960